# Shoichiro Irimajiri
Shoichiro Irimajiri (Kobe, 3 januari 1940) is een Japans ingenieur en ondernemer. 
Shoichiro Irimajiri studeerde als luchtvaartingenieur af aan de Universiteit van Tokio en werkte 20 jaar voor Honda waarbij hij onder meer verantwoordelijk was voor de Honda CBX en de racemotoren voor de Honda RA 273-Formule 1-auto's. Bij de oprichting van de Honda Racing Corporation op 1 september 1982 werd hij de eerste directeur, maar in 1983 werd hij al opgevolgd door Hiroyuki Yoshino. Irimajiri werd daarna directeur van de American Honda Motor Company. In 1992 nam hij ontslag wegens hartklachten en begon hij aan een Chinese traditionele behandeling van zijn klachten. 
Er werd gezegd dat hij in deze periode werd benaderd door General Motors, maar hij sloeg dat voorstel af. Na zijn genezing vroeg zijn vriend Hayao Nakayama hem om vice-directeur te worden van zijn bedrijf Sega Enterprises. In 1998 werd Irimajiri directeur van dit bedrijf. Hij besloot de Dreamcast op de markt te brengen om het bedrijf uit haar financiële problemen te halen. Die waren ontstaan door de mislukte projecten Sega Saturn en Sega 32X, maar ook de Dreamcast werd een flop en Irimajiri nam ontslag om te worden opgevolgd door Isao Okawa. 
In zijn laatste functie was Shoichiro Irimajiri bestuursvoorzitter bij Asahi Tec, een Japanse fabrikant van aluminium onderdelen en gietvormen voor de automobielindustrie, dat eigendom was van Ripplewood Holdings. 